# Julie Marie Berman
Pour les articles homonymes, voir Berman.
 (mai 2016).
Si vous disposez d'ouvrages ou d'articles de référence ou si vous connaissez des sites web de qualité traitant du thème abordé ici, merci de compléter l'article en donnant les références utiles à sa vérifiabilité et en les liant à la section « Notes et références ».
Julie Marie Berman, née le 3 novembre 1983 à Los Angeles (Californie), est une actrice américaine.

## Filmographie
| Année        | Titre                                | Rôle             | Notes                           |
| ------------ | ------------------------------------ | ---------------- | ------------------------------- |
| 1997–99      | Sept à la maison                     | Shelby Connor    | Rôle récurrent, 7 épisodes      |
| 1999         | Vanished Without a Trace             | Cathy            | Film                            |
| 1999–2000    | Deuxième Chance                      | Julie            | Rôle récurrent, 6 épisodes      |
| 2000         | Urgences (série télévisée)           | Jessamyn Chadsey | Episode : "The Fastest Year"    |
| 2002         | Boston Public                        | Margo            | Episode : "Chapter Forty-Six"   |
| 2003         | Remembering Charlie                  | Hannah Wilson    | Film télévisé                   |
| 2005         | Threshold                            | Kristy Foster    | Épisode : Blood of the Children |
| 2005–13      | General Hospital                     | Lulu Spencer     | Personnage principal            |
| 2007         | General Hospital: Night Shift        | Lulu Spencer     | Episode : Paternity Ward        |
| 2012         | The March Sisters at Christmas       | Jo March         | Film télévisée                  |
| 2012         | Sand Sharks                          | Nikki            |                                 |
| 2013         | Bucket and Skinner's Epic Adventures | Vera             | Épisode : Epic Showdown         |
| 2013         | Mon oncle Charlie                    | Sarah            | Épisode : My Bodacious Vidalia  |
| 2014         | Jane the Virgin                      | Candyce          | Épisode : Chapter Eight         |
| 2014         | Count to 10                          | Anna             | Court métrage                   |
| 2015–present | Casual                               | Leia             | Rôle récurrent                  |
| 2015         | Satisfaction                         | Marie            | Episode : "Through Risk"        |
| 2015–2016    | Chicago Med                          | Dr. Sam Zanetti  | Rôle récurrent, 8 épisodes      |
| 2016         | Valley of the Moon                   | Molly            |                                 |

## Source de la traduction
- (en) Cet article est partiellement ou en totalité issu de l’article de Wikipédia en anglais intitulé « Julie Berman » (voir la liste des auteurs).